# Championnat d'Anguilla de football 2021
Navigation
Édition précédente Édition suivante
La saison 2021 du championnat d'Anguilla de football est la vingt-deuxième édition de la AFA Senior Male League, le championnat de première division à Anguilla. Les onze meilleures équipes de l'île sont regroupées au sein d’une poule unique.
Les Roaring Lions sont le tenant du titre. Comme la saison précédente, cette édition est fortement marquée par la pandémie de Covid-19, qui amène à la suspension du championnat le 18 août 2021, ce dernier ne reprend finalement pas et aucun titre n'est décerné. Néanmoins, le 23 février 2022, les Roaring Lions sont déclarés champions par le biais d'une publication sur les réseaux sociaux de la Fédération d'Anguilla de football.

## Les équipes participantes
| \| The Valley : ALHCS Spartan Attackers FC Diamond FC Enforcers FC Kicks United Lymers FC Uprising FC The Valley Roaring Lions Doc's United Salsa Ballers West End \| Localisation des équipes engagées. |
| The Valley : ALHCS Spartan Attackers FC Diamond FC Enforcers FC Kicks United Lymers FC Uprising FC The Valley Roaring Lions Doc's United Salsa Ballers West End                                          |

| Club               | Classement 2020 | Ville         | Stade                                |
| ------------------ | --------------- | ------------- | ------------------------------------ |
| Roaring Lions      | Champion        | Stoney Ground | Ronald Webster Park                  |
| Doc's United       | Finaliste       | George Hill   | Ronald Webster Park                  |
| Kicks United       | Troisième       | The Valley    | Ronald Webster Park                  |
| Enforcers FC       | Quatrième       | The Valley    | Raymond E. Guishard Technical Centre |
| Attackers FC       | 5e              | The Valley    | Ronald Webster Park                  |
| Lymers FC          | 6e              | The Valley    | Raymond E. Guishard Technical Centre |
| Diamond FC         | 7e              | The Valley    | JRW Park                             |
| Uprising FC        | 8e              | The Valley    | Raymond E. Guishard Technical Centre |
| ALHCS Spartan      | 10e             | The Valley    | JRW Park                             |
| Salsa Ballers      | Nouvelle équipe | George Hill   |                                      |
| West End Predators | Nouvelle équipe | West End      |                                      |

Légende des couleurs
- Champion en 2020
- Nouvelle équipe en 2021

## Compétition
Après une saison régulière où chaque équipe dispute dix rencontres, les quatre meilleures se retrouvent pour une phase finale à élimination directe.

### Saison régulière
Le barème utilisé pour établir le classement est le suivant :
- Victoire : 3 points
- Match nul : 1 point
- Défaite : 0 point

Voici le dernier classement connu, peu avant la suspension du championnat le 18 août 2021.
| Rang | Équipe               | Pts | J  | G | N | P | Bp | Bc | Diff |
| ---- | -------------------- | --- | -- | - | - | - | -- | -- | ---- |
| 1    | Roaring Lions T      | 24  | 8  | 8 | 0 | 0 | 60 | 0  | +60  |
| 2    | Kicks United         | 21  | 9  | 7 | 0 | 2 | 27 | 8  | +19  |
| 3    | Uprising FC          | 16  | 8  | 5 | 1 | 2 | 16 | 12 | +4   |
| 4    | Doc's United         | 15  | 6  | 5 | 0 | 1 | 28 | 3  | +25  |
| 5    | Lymers FC            | 13  | 8  | 4 | 1 | 3 | 11 | 8  | +3   |
| 6    | Attackers FC         | 13  | 9  | 3 | 4 | 2 | 10 | 16 | -6   |
| 7    | Diamond FC           | 10  | 8  | 3 | 1 | 4 | 11 | 11 | 0    |
| 8    | Enforcers FC         | 7   | 8  | 2 | 1 | 5 | 15 | 16 | -1   |
| 9    | Salsa Ballers P      | 6   | 9  | 2 | 0 | 7 | 11 | 32 | -21  |
| 10   | ALHCS Spartan        | 5   | 9  | 1 | 2 | 6 | 6  | 24 | -18  |
| 11   | West End Predators P | 3   | 10 | 1 | 0 | 9 | 8  | 45 | -37  |

|  | Champion d'Anguilla en 2021                     |
|  | T : Tenant du titre P : Nouvelle équipe en 2021 |

## Bilan de la saison
| Championnat d'Anguilla de football 2021 |                          |
| Champion                                | Roaring Lions (9e titre) |
| Qualifications continentales            |                          |
| Caribbean Club Shield 2022              | Aucun inscrit            |